# Моэдим, Рубенс Фернандо
Рубенс Фернандо Моэдим (порт.-браз. Rubens Fernando Moedim; 4 августа 1982, Гуарульюс), более известный под именем Рубиньо (порт.-браз. Rubinho) — бразильский футболист, вратарь. Брат другого известного игрока, Зе Элиаса.

## Карьера

### Клубная
Рубиньо начал карьеру в молодёжном составе клуба «Коринтианс». 26 июля 2001 году он дебютировал в основном составе команды в матче с «Коло-Коло», в котором его клуб победил 2:0. Карьере Рубиньо в «Коринтиансе» помешали Дида и Дони, которые долгое время удерживали позицию основного голкипера команды. Лишь после того, как Донии был дисквалифицирован на 40 дней, Рубиньо смог встать в «рамку» ворот основы «Коринтианса». После ухода Дони Рубиньо планировался как основной вратарь команды, но вновь стал вторым после прихода в клуб Фабио Косты.
31 января 2005 года у Рубиньо закончился контракт, он первоначально проходил просмотр в клубе «Эллас Верона», однако не подошёл команде и перешёл в португальскую «Виторию». В августе 2006 года Рубиньо перешёл в клуб «Дженоа», вышедший в Серию В. После борьбы за место в составе с Николой Баррасо, он стал игроком стартового состава клуба. В первой же сезоне с новым клубом Рубиньо вышел с командой в серию А, впервые для «Дженоа» за 12 лет. В сезоне 2007/08 он дебютировал в серии А, а через год занял с командой высокое 5 место в чемпионате Италии.
5 августа 2009 года состоялся обмен вратарями между «Дженоа» и «Палермо»: Марко Амелия перешёл в «Дженоа», а Рубиньо в «Палермо», подписав контракт на 4 года. Он дебютировал в составе команды 15 августа в матче Кубка Италии с клубом СПАЛ. В середине сезона Рубиньо потерял место в составе команды, уступив его Сальваторе Сиригу.
Потеряв место в основе команды, Рубиньо попытался устроить в английский клуб «Вест Хэм Юнайтед», но неудачно. 1 февраля 2010 года Рубиньо был арендован клубом «Ливорно», который обменял его на Франческо Бенусси. В составе «Ливорно» Рубиньо дебютировал в матче с «Ювентусом», который завершился со счётом 1:1. По окончании сезона футболист, сыгравший за клуб 11 матчей, вернулся в «Палермо».
31 августа 2010 года Рубиньо перешёл в состав «Торино». 4 сентября он дебютировал в составе команды в игре с «Кротоне».
16 декабря 2011 года игрок расторг контракт с «Палермо» по обоюдному согласию.
29 августа 2012 года Рубиньо подписал контракт с «Ювентусом» сроком до 30 июня 2013 года, который затем продлил. Являлся третьим вратарём «Юве» и практически не играл.

### Международная
В 1999 году Рубиньо играл за юношескую сборную Бразилии на юношеском чемпионате мира. На турнире он провёл все 6 матчей и пропустил 4 гола. Он был назван лучшим голкипером турнира.
В 2001 году Рубиньо играл на молодёжном чемпионате мира, где бразильцы дошли до полуфинала.

## Достижения
Командные
 Коринтианс
- Чемпион штата Сан-Паулу: 2001, 2003
- Обладатель Кубка Бразилии: 2001, 2002
- Победитель турнира Рио-Сан-Паулу: 2002

 Ювентус
- Чемпион Италии: 2012/13, 2013/14, 2014/15, 2015/16
- Обладатель Суперкубка Италии: 2013, 2015
- Обладатель Кубка Италии : 2014/15, 2015/16

 Сборная Бразилии
- Чемпион мира (до 17 лет): 1999

Личные
- Лучший вратарь чемпионата мира (до 17 лет): 1999